# Channel Africa
Channel Africa ist der Auslandsdienst des südafrikanischen öffentlich-rechtlichen Rundfunks SABC. Der Sitz der Programmdirektion befindet sich in Johannesburg, Stadtteil Auckland Park.

## Geschichte
Channel Africa entwickelte sich in der Endphase der Apartheid 1992 aus der vorherigen südafrikanischen Rundfunkanstalt Radio RSA. Der Auslandsdienst wandelte sich seitdem zu einem Sender, der den demokratischen Wandel in Südafrika begleiten und vermitteln sollte. Darauf nimmt auch die Identifikation Bezug, an der die Station zu erkennen ist: The Voice of the African Renaissance.

## Programm
Im Mittelpunkt des Programms stehen Nachrichten über Südafrika und andere afrikanische Staaten. Der Sender berichtet über Politik, Kultur und Sport. Außerdem werden Musik und Hörspiele gesendet.
Programmsprachen sind Chinyanja, Silozi, Kiswahili, Englisch, Französisch und Portugiesisch.

## Empfang
Gesendet wird über Satellit für Süd-, Ost- und Westafrika sowie per Livestream im Internet. Bis 2007 wurde auch das World Radio Network genutzt.